# Кассий Апрониан
Кассий Апрониан (лат. Cassius Apronianus) — римский государственный деятель середины II века.
Происходил из рода Кассиев. Родился Апрониан в Никее (Вифиния). Он был женат на сестре известного греческого оратора и писателя Диона Хрисостома.
В 179/180 году Апрониан был проконсулом Ликии и Памфилии, а в 182 или 183 году легатом Киликии. Возможно, он был консулом-суффектом в 183 году. В 185 году Апрониан был легатом Далмации. Его сыном был известный римский историк Дион Кассий.